# فرنسوا يفبفر
فرنسوا يفبفر (بالفرنسية: François-Joseph Lefebvre )‏ (و. 1755 – 1820 م) هو سياسي، وعسكري فرنسي، ويحمل رتبة عسكرية مارشال فرنسا، توفي في باريس، عن عمر يناهز 65 عاماً.

## مناصب
تولى منصب رئيس بلدية، وmember of the Sénat conservateur ‏، وPair of France ‏، وPeer of France ‏.

## الخدمة العسكرية
خدم في مشاة.

## جوائز
حصل على جوائز منها:
- مارشال الإمبراطورية
- وسام الصليب الأكبر لجوقة الشرف
- مارشال فرنسا
- فارس الوسام الملكي والعسكري في سانت لويس
- أسماء منقوشة تحت قوس النصر بباريس.